# Neuropil
Neuropil (neuropilus) är en tät sammanvävning av gliaceller, axoner, fibriller och dendriter. Neuropil finns utspritt i det centrala nervsystemet. 